# Wilfredo Iraheta
Wilfredo Iraheta Sanabria (né le 22 février 1967 à Sensuntepeque au Salvador) est un joueur de football international salvadorien, qui évoluait au poste de défenseur.
Il est aujourd'hui homme politique.

## Biographie

### Carrière dans le football

#### Carrière en sélection
Avec l'équipe du Salvador, il joue 39 matchs (pour 2 buts inscrits) entre 1993 et 1998. 
Il figure dans le groupe des sélectionnés lors des Gold Cup de 1996 et de 1998, où son équipe est éliminée à chaque fois au premier tour.
Il joue également 14 matchs comptant pour les tours préliminaires de la coupe du monde 1998.

## Palmarès
Luis Ángel Firpo
- Championnat du Salvador (1) :
  - Champion : 1997-98.